# Учкуланское сельское поселение
Учкуланское се́льское поселе́ние — муниципальное образование в Карачаевском районе Карачаево-Черкесии Российской Федерации.
Административный центр — аул Учкулан.

## История
Статус и границы сельского поселения установлены Законом Карачаево-Черкесской Республики от 6 марта 2006 года № 13-РЗ «от 24 февраля 2004 года № 84-РЗ «Об административно-территориальном устройстве Карачаево-Черкесской Республики».

## Население
| 2002  | 2010  | 2012  | 2013  | 2014  | 2015  | 2016  |
| ----- | ----- | ----- | ----- | ----- | ----- | ----- |
| 1209  | ↗1274 | ↗1284 | ↗1333 | ↘1330 | ↘1315 | ↘1309 |
| 2017  | 2018  | 2019  | 2020  | 2021  | 2023  | 2024  |
| ↘1299 | ↘1290 | ↘1268 | ↗1278 | ↗1404 | ↘1383 | ↗1386 |
| 2025  |       |       |       |       |       |       |
| ↘1364 |       |       |       |       |       |       |

## Состав сельского поселения
| № | Населённый пункт | Тип населённого пункта      | Население |
| - | ---------------- | --------------------------- | --------- |
| 1 | Верхний Учкулан  | аул                         | ↘347      |
| 2 | Учкулан          | аул, административный центр | ↗1057     |